# 自行车工业
自行车工业（英語：Bicycle industry）可以被广泛地定义为涉及自行车零組件和自行车生產製造的行业。 它至少包括自行车制造商、零件或部件制造商和附件制造商。 它还可以包括分销商，零售商，自行车组织，自行车事件促销者和自行车相关服务提供商。

## 產值
據統計，全球自行車工業於2016/17年度的銷售額大約為450億美元，單單是美國已經佔60億美元，歐洲另佔140億歐羅。